# 格温德琳·都德
格温德琳·都德（法語：Gwendoline Daudet，1998年11月28日—），法国女子短道速滑运动员，2018年欧洲短道速滑锦标赛女子3000米接力铜牌得主、2021年欧洲短道速滑锦标赛女子3000米接力金牌得主、2021年世界短道速滑锦标赛女子3000米接力银牌得主、2024年欧洲短道速滑锦标赛女子3000米接力铜牌得主。